# Saint-Étienne-de-Tinée
Saint-Étienne-de-Tinée – miejscowość i gmina we Francji, w regionie Prowansja-Alpy-Lazurowe Wybrzeże, w departamencie Alpy Nadmorskie.
Według danych na rok 1990 gminę zamieszkiwały 1783 osoby, a gęstość zaludnienia wynosiła 10 osób/km² (wśród 963 gmin regionu Prowansja-Alpy-W. Lazurowe Saint-Étienne-de-Tinée plasuje się na 287. miejscu pod względem liczby ludności, natomiast pod względem powierzchni na miejscu 9.).